# Nardole
Nardole es un personaje de ficción creado por Steven Moffat e interpretado por Matt Lucas en la longeva serie británica de ciencia ficción Doctor Who. Al principio apareció en el especial de Navidad de 2015 " Los maridos de River Song " como compañero de River Song , antes de regresar en el siguiente episodio "The Return of Doctor Mysterio ", convirtiéndose en asistente el Doctor acompañándolo en toda la décima temporada. 
A pesar de parecer un ser humano "normal", Nardole es un extraterrestre del siglo 54, con implantes cibernéticos, pertenecientes a una colonia humanóide del planeta Mendorax Dellora. Él es el primer compañero extranjero a tiempo completo de la serie moderna, y el primero en la serie en más de 30 años. A diferencia de la mayoría de los acompañantes, Nardole rara vez desea viajar con el Doctor, prefiere mantenerse seguro en la Tierra en la mayoría de los episodios. Sin embargo, a veces se involucra en las aventuras del Doctor, en su mayoría contra su voluntad.

### Apariciones
Nardole se presenta en el especial de Navidad de 2015 " Los maridos de River Song " como el empleado de la esposa del Doctor, la profesora River Song (Alex Kingston). En el trascurso del episodio, es decapitado, y su cabeza es trasplantada al cuerpo robótico del el rey Hydroflax. En el siguiente episodio de Navidad, "The Return of Doctor Mysterio" (2016), Nardole vuelve a aparecer, esta vez se ha convertido en un acompañante de viaje experimentado del Doctor después de la muerte de River Song, donde podemos ver que vuelve a tener su cuerpo gracias a que el Doctor consiguió "repararle".
Para la décima temporada , que sigue a los dos especiales navideños, Nardole sigue siendo el asistente del Doctor. Cuando comienza la serie, con " The Pilot " (2017), ambos están a en una universidad en Bristol, donde Nardole intentó mantener al doctor a su juramento para guardar y cusdodiar una bóveda debajo de la universidad. Le preocupa que el Doctor asuma a Bill Potts (Pearl Mackie) como una nueva compañera de viaje, sosteniendo que equivale a abandonar su puesto.
Nardole es en última instancia arrastrado en una aventura del espacio exterior con el Doctor y Bill en "Oxygen". Los episodios posteriores de "Extremis", "La pirámide en el fin del mundo" y "La mentira de la Tierra", en el final de temporada "Suficiente mundo y tiempo" / "El Doctor cae" , los acompañantes del Doctor y Missy reaccionan ante una señal de socorro a bordo de una nave mondasiana, lo que da como resultado que disparen a Bill en el corazón y la conviertan en un Cyberman debido a la maquinaciones de la encarnación pasada de Missy, el Amo (John Simm). Consiguen escapar de las garras de los Cybermen gracias a que Nardole se apropió un transbordador, con el que se dirigió a los niveles más altos de la nave colonial mondasiana. La nave es tan grande que existen varios campamentos simulados dentro como granjas solares, con decenas de aldeanos.  En batalla contra los Cybermen, Nardole demuestra repetidamente su computadora y conocimineto de combate, generando explosiones de gran alcance a través del campo. Cuando el Doctor se da cuenta de que para derrotar a los Cybermen debe destruir todo un nivel de la nave, le ordena a Nardole llevar a los aldeanos a otra cubierta más segura. Nardole obedece, sin saber si alguna vez volverá a ver al Doctor, y sabiendo que los Cybermen volverán algún día a "mejorar" a la población humana.

### Casting y desarrollo
En noviembre de 2015, se anunció que Matt Lucas aparecería en "Los maridos de River Song" como personaje invitado llamado Nardole. El 14 de junio de 2016, se confirmó que Nardole volvería en el especial de Navidad de 2016, "El regreso del Doctor Misterio", como compañero del Doctor y que permanecería en este papel en la décima temporada hasta el final. Steven Moffat dijo que Matt Lucas quería interpretar a Nardole de nuevo por lo que aprovechó la oportunidad de traer a Lucas de nuevo como un actor regular.